# Ronnie Hellström
Ronnie Hellström   (Malmö, 21 de febrer de 1949 - 6 de febrer de 2022) fou un futbolista suec de la dècada de 1970.
Fou 77 cops internacional amb la selecció sueca amb la qual participà en la Copa del Món de Futbol de 1970, 1974 i 1978.
Pel que fa a clubs, defensà els colors de Hammarby i Kaiserslautern.